# 南甲府警察署
南甲府警察署 （みなみこうふけいさつしょ）は、山梨県警察が管轄する警察署の一つである。
署長の階級は警視。
管区機動隊が配備されている。

## 所在地
- 山梨県甲府市中小河原町404番地1

## 管轄区域
- 甲府市のうち
  - 高畑三丁目
  - 相生三丁目(1番から6番までを除く。)
  - 伊勢一丁目から四丁目
  - 朝気一丁目から三丁目
  - 幸町
  - 国母一丁目から八丁目
  - 上小河原町
  - 上条新居町
  - 古上条町
  - 後屋町
  - 青沼一丁目から三丁目(一丁目の2番から6番までを除く。)
  - 太田町
  - 湯田一丁目・二丁目
  - 南口町
  - 住吉一丁目から五丁目
  - 里吉一丁目から四丁目
  - 青葉町
  - 蓬沢一丁目
  - 中小河原一丁目
  - 住吉本町
  - 小瀬町
  - 上今井町
  - 下鍛冶屋町
  - 落合町
  - 西油川町
  - 中小河原町
  - 下小河原町
  - 上町
  - 増坪町
  - 小曲町
  - 下今井町
  - 中町
  - 東下条町
  - 蓬沢町
  - 西高橋町
  - 七沢町
  - 上阿原町
  - 向町
  - 国玉町
  - 里吉町
  - 高室町
  - 大里町
  - 宮原町
  - 堀之内町
  - 西下条町
  - 大津町
  - 右左口町
  - 心経寺町
  - 中畑町
  - 上向山町
  - 下向山町
  - 白井町
  - 上曽根町
  - 下曽根町
  - 梯町
  - 古関町
- 中央市
- 中巨摩郡昭和町

※かつては甲斐市の旧竜王町域も管轄していたが、2007年4月1日の管轄再編で韮崎警察署管轄となった。

## 沿革
- 1891年（明治24年）4月1日 - 前身の「中巨摩郡警察署」として開署。
- 1896年（明治29年）4月1日 - 「竜王警察署」に改称。
- 1901年（明治34年）12月16日 - 中巨摩郡竜王村字竜王組の新築庁舎に移転し事務を開始[1]。
- 1948年（昭和23年）3月7日 - 旧警察法の公布に伴い、国家地方警察竜王地区警察署に改称。
- 1954年（昭和29年）7月1日 - 警察法の改正に伴い、「山梨県峡中警察署」と改称。
- 1956年（昭和31年）1月 - 甲府市南部を管轄区域に含むとともに「山梨県南甲府警察署」に改称。
- 1975年（昭和50年）7月 - 現在地に新築移転。

## 組織
署長の下に、刑事官（刑事一課、刑事二課、組織犯罪対策課、生活安全課）・地域交通管理官（地域課、交通課）を各課長の上に置く（いずれも警視）。
- 会計課（会計係、遺失物係）
- 警務課（警務係、犯罪被害者支係援、警察安全相談係）
- 留置管理課（留置管理係）
- 生活安全課（生活安全係、保安・生活経済係、少年係）
- 地域課（庶務係、地域第一係、地域第二係、地域第三係、自動車警ら班係）
- 刑事第一課（庶務係、盗犯第一係、盗犯第二係、強行犯第一係、強行犯第二係、鑑識係）
- 刑事第二課（庶務係、知能犯第一係、知能犯第二係）
- 組織犯罪対策課（庶務係、組織犯罪対策第一係、組織犯罪対策第二係、組織犯罪対策第三係）
- 交通課（企画規制係、指導取締係、事故捜査第一係、事故捜査第二係、事故捜査第三係）
- 警備課（警備第一係、警備第二係）

## 交番

### 甲府市
- 湯田交番（甲府市湯田2丁目11-10）
- 小瀬交番（甲府市小瀬町1079）

### 中央市
- 成島交番（中央市成島3508-7） - 旧成島駐在所、平成29年4月より運用

### 昭和町
- 昭和国母交番（中巨摩郡昭和町西条5104）
- 押原小井川交番（中巨摩郡昭和町河東中島1596-6）

## 警察官駐在所

### 甲府市
- 玉諸警察官駐在所（甲府市上阿原町563）
- 大里警察官駐在所（甲府市西下条町198の2）
- 大国警察官駐在所（甲府市後屋524の2）
- 右左口警察官駐在所（甲府市右左口町1331）
- 上曽根警察官駐在所（甲府市上曽根1904の3）
- 上九一色警察官駐在所（甲府市古関町1159）

### 中央市
- 豊富警察官駐在所（中央市大鳥居4556の1）

## 連絡所
- 太田町連絡所（甲府市大田町10の1）
- 花輪連絡所（中央市西花輪44） - 旧花輪駐在所、平成29年4月より花輪連絡所として運用

## 交通アクセス
- 甲府駅南口3番乗り場より山梨交通60系統「新々平和通り経由駿台今井キャンパス」行きまたは70系統「伊勢町経由小瀬スポーツ公園」行きのいずれかに乗車し、「南甲府警察署」バス停下車。
- また、中央高速バス甲府線（甲府南経由）のバスも経由する。